# Ratnasambhava

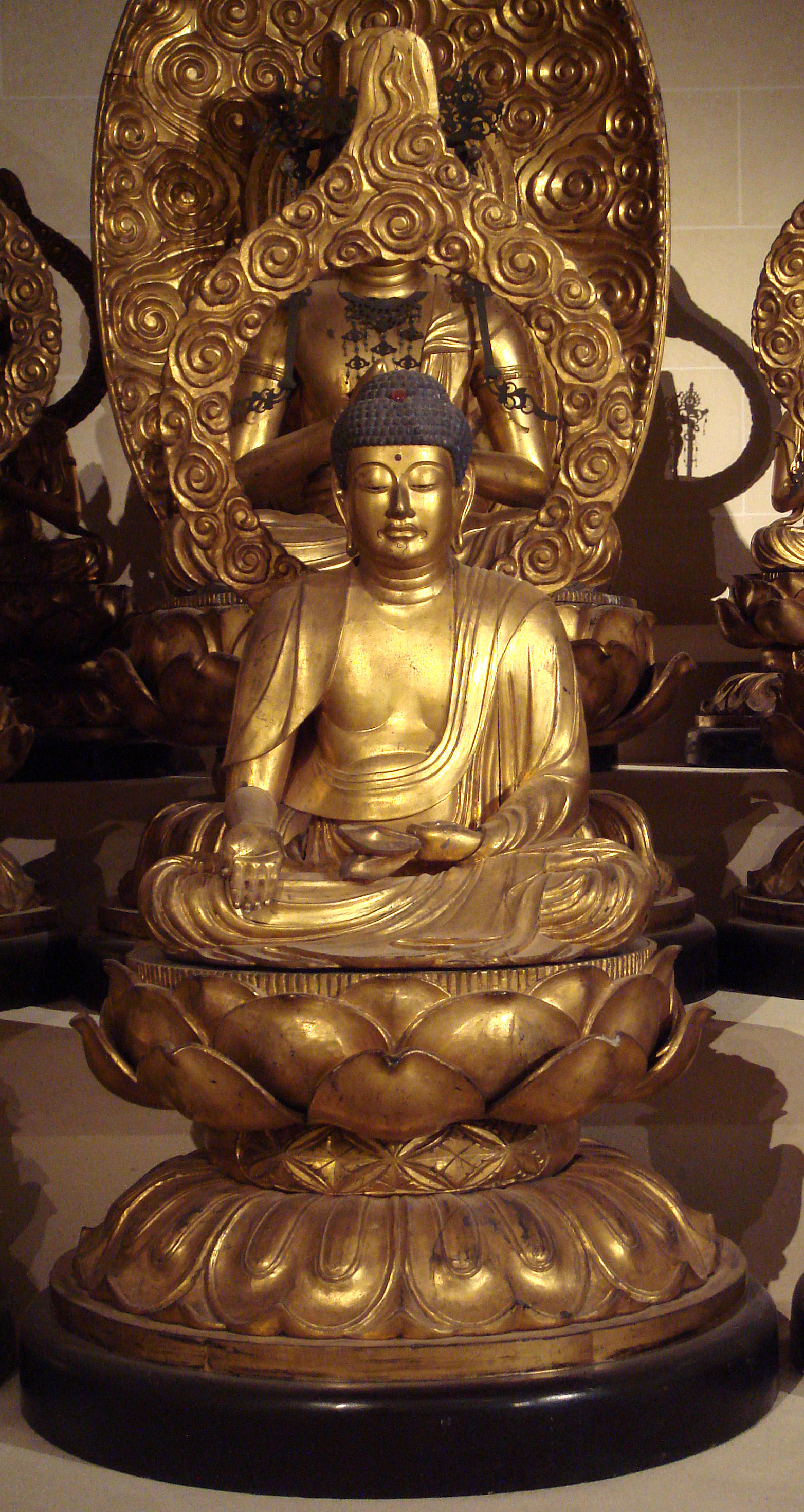
Houshou, Musée Guimet, 2007

Ratnasambhava « né du joyau » est, dans l’ensemble des cinq bouddhas de méditation, celui qui est associé à la famille du ratna (joyau).
Autres noms : Baosheng Rulai (chinois), Hōshō Nyorai (japonais), 寶生如來 (sinogrammes), Rinchen Jung ne (tibétain). Au Japon, le bouddha de la famille du ratna est aussi appelé en sanskrit Ratnaketu, « bannière de joyaux »  (japonais : Hōtō Nyorai 寶幢如來), nom mentionné dans le sutra Konkōmyō Kyō. 
Il représente le dépassement de l’orgueil et de l’avidité. Il est associé au sud, à la terre, à l’automne et à la couleur jaune. Sa monture est le cheval, souvent représenté dans l’art tibétain portant un joyau ratna sur le dos, ou parfois le lion. Sa parèdre est Mamaki. Sa syllabe-mantra dans le Shingon est TRAH.
Il est généralement situé à droite du bouddha central sur les mandalas des cinq bouddhas. Il est représenté faisant de la main droite la varadamudra de don.